# Henryk Brokman

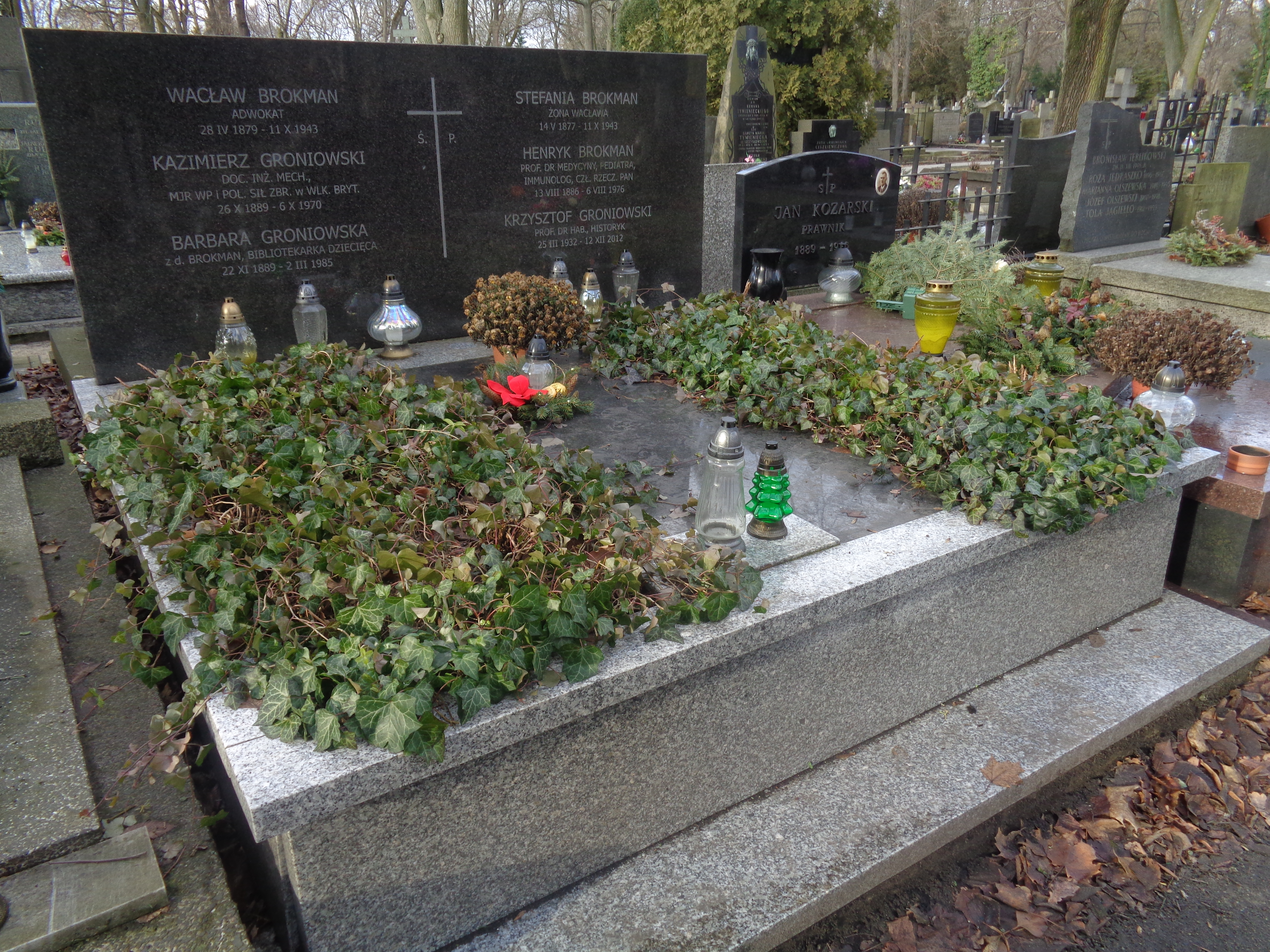
Das Grab von Henryk Brokman auf den Powązki-Friedhof

Henryk Brokman (geboren am 13. August 1886 in Warschau; gestorben daselbst am 6. August 1976) war ein polnischer Arzt und Hochschullehrer jüdischer Herkunft mit den Schwerpunkten Pädiatrie, Immunologie und Infektionskrankheiten, er zählt zu den Gründern der Allergologie.

## Leben
Brokman studierte zunächst Medizin an der Kaiserlichen Universität Warschau, wurde aber wegen seiner Teilnahme am Schulstreik 1905 von der Universität verwiesen. Er wechselte nach Berlin und promovierte 1911 in Heidelberg mit einer Dissertation mit dem Titel „Über gruppenspezifische Strukturen des tierischen Blutes“. Nach einem kurzen Aufenthalt in Polen, u. a. bei Władysław Janowski am Kinderspital in Warschau begann er unter dem Einfluss von Hanna Hirszfeld 1913 seine Fachausbildung bei Emil Feer am Kinderspital Zürich.
In den Jahren 1915–1918 diente er als Arzt in der russischen Armee; 1916 wurde er an der Front in Lettland schwer verwundet und zur Rekonvaleszenz in den Kaukasus geschickt. Dort wurde er von der Revolution erfasst, arbeitete als Arzt weiter und setzte sich für die im Kaukasus lebenden Polen ein, wo er der erste Vorsitzende des polnischen Exilrats wurde. 1918 meldete er sich freiwillig zur polnischen Armee und diente während des polnisch-bolschewistischen Krieges als Militärarzt in den Infektionskrankenhäusern der Festung Modlin und in Warschau.
1921 kam er an die Kinderklinik der Universität Warschau zu Mieczysław Michałowicz, bei dem er sich 1932 habilitierte und zum außerordentlichen Professor berufen wurde. Gemeinsam mit Hanna und Ludwik Hirszfeld wies er nach, dass Kinder die Immunität gegen Diphtherie von dem Elternteil erben, von dem sie ihre Blutgruppe geerbt haben, diese Eigenschaft demnach genetisch bedingt ist.
Zwischen 1934 und 1939 beschäftigte sich Brokman mit rheumatischen Erkrankungen und stellte die Hypothese auf, dass sie durch autoimmune Mechanismen entstehen. Er entwickelte einen Test zum Nachweis antimyokardialer Antikörper. Nach dem deutschen Überfall auf Polen unterbrach er alle wissenschaftlichen Aktivitäten und musste später ins Warschauer Ghetto umziehen, aus dem er am 28. Juli 1942 mit seiner Frau fliehen und untertauchen konnte. Während des Warschauer Aufstands diente er in einer Sanitätseinheit der Heimatarmee. Nach der Niederschlagung verließ er mit seiner Frau und dem Großteil der Zivilbevölkerung Warschau und fand Zuflucht in Częstochowa.
1945 wurde er Direktor und Leiter des Lehrstuhls und der Klinik für Infektionskrankheiten an der neu gegründeten Medizinischen Fakultät der Universität von Łódź. 1946 wurde er auf den Lehrstuhl für Pädiatrie und zum Direktor der Kinderklinik der Akademie für Medizin Gdańsk berufen, wo er an der Klinik einen Kindergarten und eine Schule einrichtete, die erste an einer medizinischen Einrichtung in Polen überhaupt. 1953 wurde er zum Leiter der Pädiatrischen Therapie der Medizinischen Akademie in Warschau berufen, eine Stelle, die er bis zu seiner Pensionierung 1962 innehatte. Bis 1970 arbeitete er noch am Institut für Mutter und Kind (Instytut Matki i Dziecka), einer Forschungseinrichtung des Gesundheitsministeriums. 1966 veröffentlichte er einen Artikel über den Studentenstreik von 1905, zusammen mit einem Aufruf, diese Ereignisse mit einer Gedenktafel an der Universität Warschau zu würdigen.
1961 bis 1970 war Brokman Vorsitzender des Wissenschaftlichen Rates des Instituts für Mutter und Kind in Warschau, von 1955 bis 1976 Chefredakteur der Fachzeitschrift „Pediatria Polska“ und langjähriger Präsident der Polnischen Pädiatrischen Gesellschaft. Seit 1954 korrespondierendes Mitglied der Polska Akademia Nauk (PAN), 1966 wurde er Vollmitglied.
Er war der Schwager des Physikochemikers Kazimierz Fajans und ein enger Vertrauter von Hanna Hirszfeld und Ludwik Hirszfeld.
Brokman verstarb kurz vor seinem 90. Geburtstag 1976 in Warschau und wurde auf dem Powązki-Friedhof (Friedhofsteil 142-3-8,9) beigesetzt.

## Orden und Ehrungen
- Goldenes Verdienstkreuz der Republik Polen, verliehen am 30. Januar 1939.[4]
- Ehrendoktorwürde der Warschauer Medizinischen Fakultät.[5]